# Championnat de France de hockey sur glace 1954-1955
Saison précédente Saison suivante
La saison 1954-1955 est la 34e saison du championnat de France de hockey sur glace.

## Bilan
Le Chamonix Hockey Club est champion de France pour la quinzième fois.